# Площа Ринок (Стрий)
Площа Ринок — одна з центральних площ міста Стрия Львівської області. Межує з вулицями Богдана Хмельницького, Торговиця, Замкова та 22 січня..
При цьому ці вулиці, як і інші, розміщені в центрі міста перетинаються під прямим кутом, завдяки чому орієнтуватися в центрі міста є надзвичайно легко.
Ринкова площа є невід'ємною складовою будь-якого старого галицького міста, тож Стрий не є винятком, це цілий торговельний квартал забудований по периметру магазинами. Втім сучасна площа Ринок уже не відіграє тої ролі у міській торгівлі, як це було у ХІХ столітті набагато активніше торгівля зараз ведеться в сусідньому до площі кварталі, де розміщений Стрийський базар..